# 엔젤 페이스 (2018년 영화)
《엔젤 페이스》(프랑스어: Gueule d'ange)는 바네스 필료가 감독을 맡고 필료와 디아스템이 각본을 맡은 프랑스의 드라마 영화이다. 2018년 5월 12일에 2018년 칸 영화제를 통해 전 세계 최초로 공개되었고 2018년 5월 23일에 마스 디스트리뷰션을 통해 출시되었다. 대한민국에서는 2019년 3월 14일에 개봉되었다.

## 출연진
- 마리옹 코티야르: 마를렌(Marlène) 역
- 엘린 악수아에테: 엘리(Ellie) 역
- 알반 르누아: 쥘리오(Julio) 역
- 아멜리 도르: 시아라(Chiara) 역
- 나드 디외: 마틸다(Mathilda) 역
- 스테판 리도: 장(Jean) 역
- 로잘린 고히: 알리스(Alice) 역